# Leto Atreides
Leto Atreides herceg (10140–10191) Frank Herbert A Dűne című regényének kitalált alakja. Az első regényben tűnik fel. A Nemes házak tagja.

## Élete
Paulus Atreides és a Richese házból származó Helena fia, anyai ágon a Corrinók unokatestvére, akit Vörös Hercegként is emlegetnek. Az Atreides-ház 20 nemzedéken át irányította a Caladan bolygót.
Első fia, Victor, az Ix bolygóról származó Kailea Verniustól született, de fiatalon merénylet áldozata lett. Leto ágyasa, Lady Jessica Tisztelendő Anya, a Bene Gesserit rend tagja, aki Leto kedvéért felrúgja Rendje törvényét és nem leánygyermeket szül, hanem Paul Atreidest, ezzel keresztülhúzza a számításaikat a Kwisatz Haderach létrehozásában. Másik gyermekük már a herceg halála után születik, ő Alia Atreides. Később Paul Letóról nevezi el fiát (Leto unokáját), így ő lesz II. Leto Atreides.

## Halála
Leto herceget IV. Shaddam Padisah Császár (10134-10202) a Caladanról az Arrakisra küldi, ahol Vladimir Harkonnen báró tőrbe csalja és végez vele Wellington Yueh (10082–10191) Suk-orvos segítségével. Maradványait a „Koponyasír” őrzi az Arrakison.